# Bartolomeu do Quental

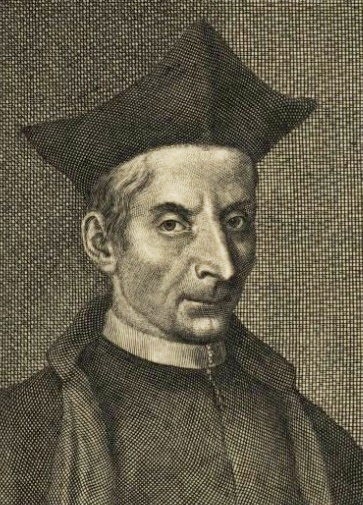
Bartolomeu de Quental

Bartolomeu do Quental (Fenais da Luz, Azores, 23 de agosto de 1626 - Lisboa, 20 de diciembre de 1698) fue un sacerdote católico y escritor religioso portugués. Introdujo en Portugal la Congregación del Oratorio de San Felipe Neri en 1659.

## Biografía
Bartolomeu do Quental nació el 23 de agosto de 1626 en Fenais da Luz, en las islas Azores. Era hijo de Francisco Andrade Cabral y Ana do Quental. Frecuentó la Universidad de Évora, donde estudió teología y filosofía y obtuvo en 1647 el grado de Maestro en Artes. En el año 1653 fue ordenado sacerdote. En 1654 fue ordenado capellán, confesor y orador de la Capilla Real por el rey Juan IV de Portugal. 
Con el apoyo de Luisa Francisca de Guzmán, Quental sentó las bases para la creación de la Congregação do Oratório constituyendo una congregación de sacerdotes consagrada a la Virgen María. Como misionero, estuvo presente en la Congregação do Oratório de Pernambuco y Goa. Murió en Lisboa el 20 de diciembre de 1698.
Recibió el título de venerable por el Papa Clemente XI, posteriormente confirmada por Benedicto XIV.
Es uno de los antepasados del escritor Antero de Quental.

## Obras
- Meditações da Infância de Cristo (3 volumes, 1666/1675/1683)
- Sermões (2 volumes, 1692/1694)
- Meditações dos Domingos do Ano (3 volumes, 1695/1696/1699)
- Cartas